# Radosław Panas
Radosław Leszek Panas (ur. 11 maja 1970 w Opolu) – polski siatkarz, trener. Grał na pozycji przyjmującego, a w ostatnim sezonie kariery (2004/2005) jako libero.
Karierę siatkarską rozpoczynał w MKS-ie Zrywie Opole, a jego pierwszym trenerem był Jerzy Tracz. Grał w finałach mistrzostw Polski juniorów, w czempionacie kraju MKS-ów zdobył z zespołem złoty medal.
Po maturze w 1989 przeszedł do AZS-u Częstochowa, dokąd ściągnęli go trenerzy Stanisław Gościniak i Ryszard Bosek. W Częstochowie grał praktycznie cały czas, z 2-sezonową przerwą kiedy grał w Mostostalu-Azoty Kędzierzyn-Koźle (1995/96–1996/97). W ostatnim sezonie swojej siatkarskiej kariery (2004/05) grał w KP Polskiej Energii Sosnowiec.
Zdobył 5 tytułów mistrza Polski (wszystkie z AZS Częstochowa), 6 razy był wicemistrzem kraju (5 z AZS-em, raz z Mostostalem-Azoty), dwukrotnie zdobył brązowy medal (oba z AZS-em). W reprezentacji Polski seniorów zagrał 52 razy w latach 1989–1995, m.in. był w kadrze Polski na Mistrzostwach Europy 1995.
Absolwent Wyższej Szkoły Pedagogicznej w Częstochowie (1995, kierunek wychowanie fizyczne). Z trenerów najwięcej zawdzięcza Jerzemu Traczowi i Stanisławowi Gościniakowi.
W sezonie 2005/06 został drugim trenerem w KP Polskiej Energii Sosnowiec. W styczniu 2006 zastąpił Mariana Kardasa na stanowisku pierwszego w sosnowieckim klubie. Zespół spadł do I ligi. Od czerwca 2006 był I trenerem we Wkręt-Mecie Domexie AZS-ie Częstochowa. Po sezonie 2008/09 włodarze AZS-u podziękowali mu za współpracę (ku wielkiemu zdziwieniu, a także niezadowoleniu kibiców). W latach 2009–2012 był pierwszym trenerem AZS Politechniki Warszawskiej. W sezonie 2012/13 I trener AZS Olsztyn, a w sezonie 2013/2014 I trener Lotosu Trefla Gdańsk. Od sezonu 2014/2015 trenuje pierwszoligowy Exact Systems Norwid Częstochowa
Asystent trenera reprezentacji Polski Daniela Castellaniego w latach 2009–2010. Współpracował także z Andreą Anastasim w reprezentacji Polski w latach 2011–2013. Był trenerem kadry B w latach 2009–2013, z którą na uniwersjadzie w Kazaniu w 2013 zdobył srebrny medal.
Obecnie Panas jest dyrektorem sportowym ekipy Norwid Częstochowa. Wcześniej Panas trenował tę drużynę. 
Jest nauczycielem WFu w IX Liceum Ogólnokształcącym Cypriana Kamila Norwida w Częstochowie.
Podczas turnieju kwalifikacyjnego do Igrzysk Olimpijskich, w Berlinie, w styczniu 2016, wspólnie z Piotrem Dębowskim zadebiutował jako ekspert siatkówki w TVP. Od tego czasu współpracuje z tą stacją.
Bez powodzenia kandydował do sejmiku województwa śląskiego w 2014 z listy Platformy Obywatelskiej i w 2018 z listy Koalicji Obywatelskiej.
Żonaty z Mariolą, ma córkę Annę.